# Дружба народов (монумент, Ташкент)
Монумент Дружбы народов (узб. Xalqlar doʻstligi monumenti) — памятник, установленный на площади Дружбы народов в Ташкенте, увековечивающий подвиг семьи Шамахмудовых, в годы Великой Отечественной войны и после её окончания усыновивших 16 детей-сирот разных национальностей.

## Предыстория
В годы Великой Отечественной войны Ташкент как один из эвакуационных центров принял свыше полутора миллионов беженцев, среди которых было четыреста тысяч детей, половина из которых числились сиротами. Узбекистан не располагал необходимой инфраструктурой, для того, чтобы принять такое огромное количество детей, но многие из них нашли приют в семьях простых узбекистанцев. Одной из многих таких семей была и семья кузнеца Шамахмудова. Не имея собственных детей Шаахмед Шамахмудов, которому к началу войны уже исполнилось 53 года и его жена Бахри Акрамова, усыновили в общей сложности 16 детей разных национальностей.
Семья Шамахмудовых стала известной в стране. Именем кузнеца была названа улица в Ташкенте. Художник Ш. Гафуров написал картину «Яблоки сорок пятого года» посвящённую подвигу семьи, писатель Р. Файзи написал о ней роман «Его величество Человек», на основе которого был снят художественный фильм «Ты не сирота».

## История

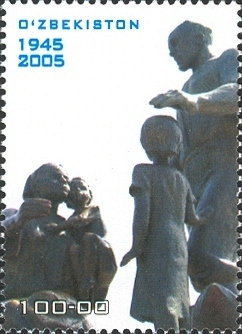
Монумент Дружбы народов на почтовой марке Узбекистана 2005 года

Монумент Дружбы народов СССР был открыт на площади Дружбы народов в Ташкенте 26 мая 1982 года. Авторы монумента: скульптор Д. Рябичев, архитекторы Л. Адамов и С. Адылов. Монумент символизирует подвиг семьи Шамахмудовых. В центральной части монумента — скульптурная композиция, изображающая семью кузнеца в полном составе. Над скульптурой были установлены 5 высоких стелл, поддерживающих кольцо с водружёнными на него гербами республик СССР. Сооружение было увенчано гербом Советского Союза.
В 2008 году по распоряжению хокима города Абдукаххора Тухтаева монумент Дружбы народов был демонтирован. В качестве причины своего решения чиновник указал изменение названия дворца и площади, после которого нахождение монумента на ней представлялось ему не совсем уместным. Демонтаж памятника проходил в русле идеологической борьбы с памятниками советской эпохи, проводимой в Узбекистане с получением независимости. После демонтажа памятник был установлен на окраине Ташкента, на въезде в город. Во время демонтажа и переноса была потеряна фигура одного ребёнка.
В октябре 2016 года инициативная группа обратилась в интернет-приёмную премьер-министра с просьбой о возврате памятника в центр города, однако получила отказ, мотивированный тем, что при очередном переносе может произойти разрушение скульптуры. Также было обещано, что памятник будет огорожен, а территория вокруг него благоустроена. Однако 1 мая 2017 года памятник был всё-таки перенесён в Парк дружбы в Яккасарайском районе. В парке были установлены 16 из первоначальных 17 скульптур, скульптура мальчика потерянная при первом переносе памятника по некоторым данным была сдана похитителями в пункт приёма цветных металлов, также выявилось отсутствие части элементов монумента: бронзовых роз, наковальни и молотка. Сын скульптора Александр Рябичев, который в настояще время руководит Творческой мастерской Рябичевых, сразу же выразил готовность в безвозмездном оказании помощи в восстановлении монумента.
24 апреля 2018 года информационная служба ташкентского хокимията сообщила, что памятник будет возвращён на своё историческое место — площадь перед Дворцом Истиклол, уже начались работы по реконструкции площади и подготовка к переносу, открытие памятника было намечено на 9 мая. 26 апреля 2018 года на видеоселекторном совещании президент Узбекистана Шавкат Мирзиёев отметил, что существует не так много стран и наций, могущих гордиться столь высокими человеческими качествами, проявленными семьёй кузнеца Шаахмеда Шамахмудова, принявшей в годы войны 15 детей, он также назвал перенос памятника восстановлением исторической справедливости. 
9 мая 2018 года памятник был вновь открыт на первоначальном месте установки — площади Дружбы народов, которой также было возвращено историческое название, кроме того прежнее название вернули и станции метро Дружбы народов. На открытии монумента присутствовала 85-летняя Холида Шамахмудова (Ольга Тимонина), которая назвала по именам всех изображенных в скульптурной группе детей.
После реконструкции площади вместо стеллы с гербами союзных республик, позади монумента был сооружён 60-метровый флагшток с флагом Узбекистана.

## Галерея

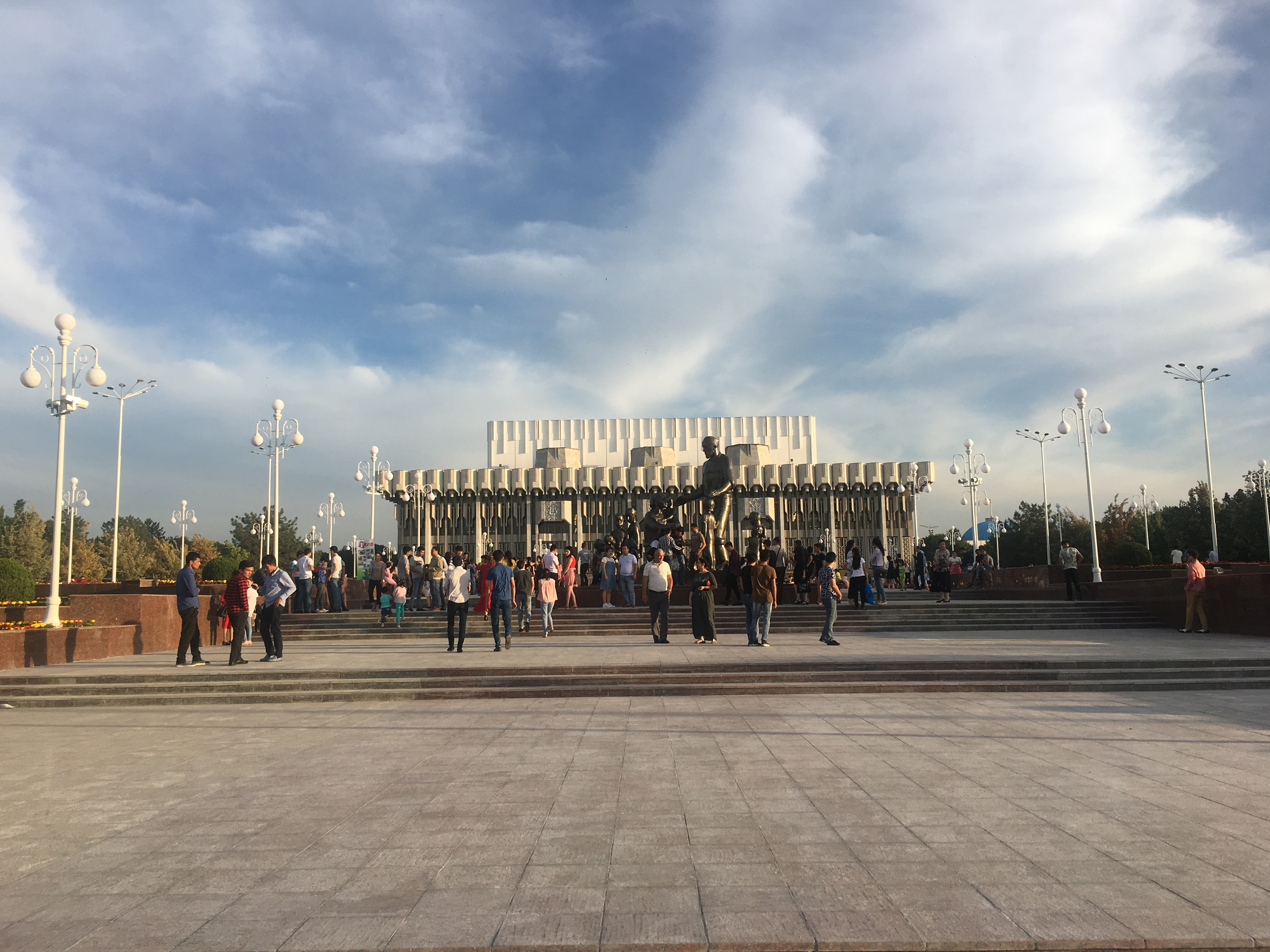
Вид на площадь Дружбы народов
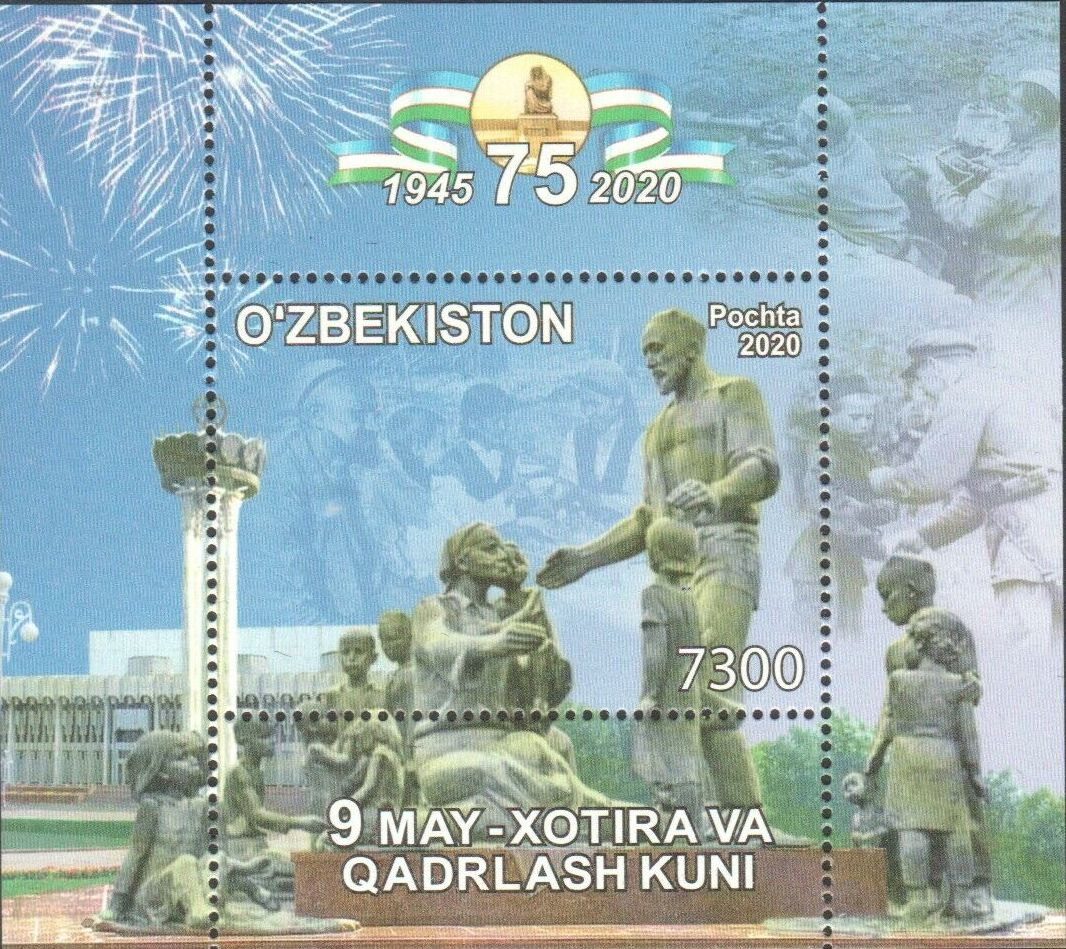
Почтовый блок Узбекистана 2020 года с оригинальным монументом 1982 года.
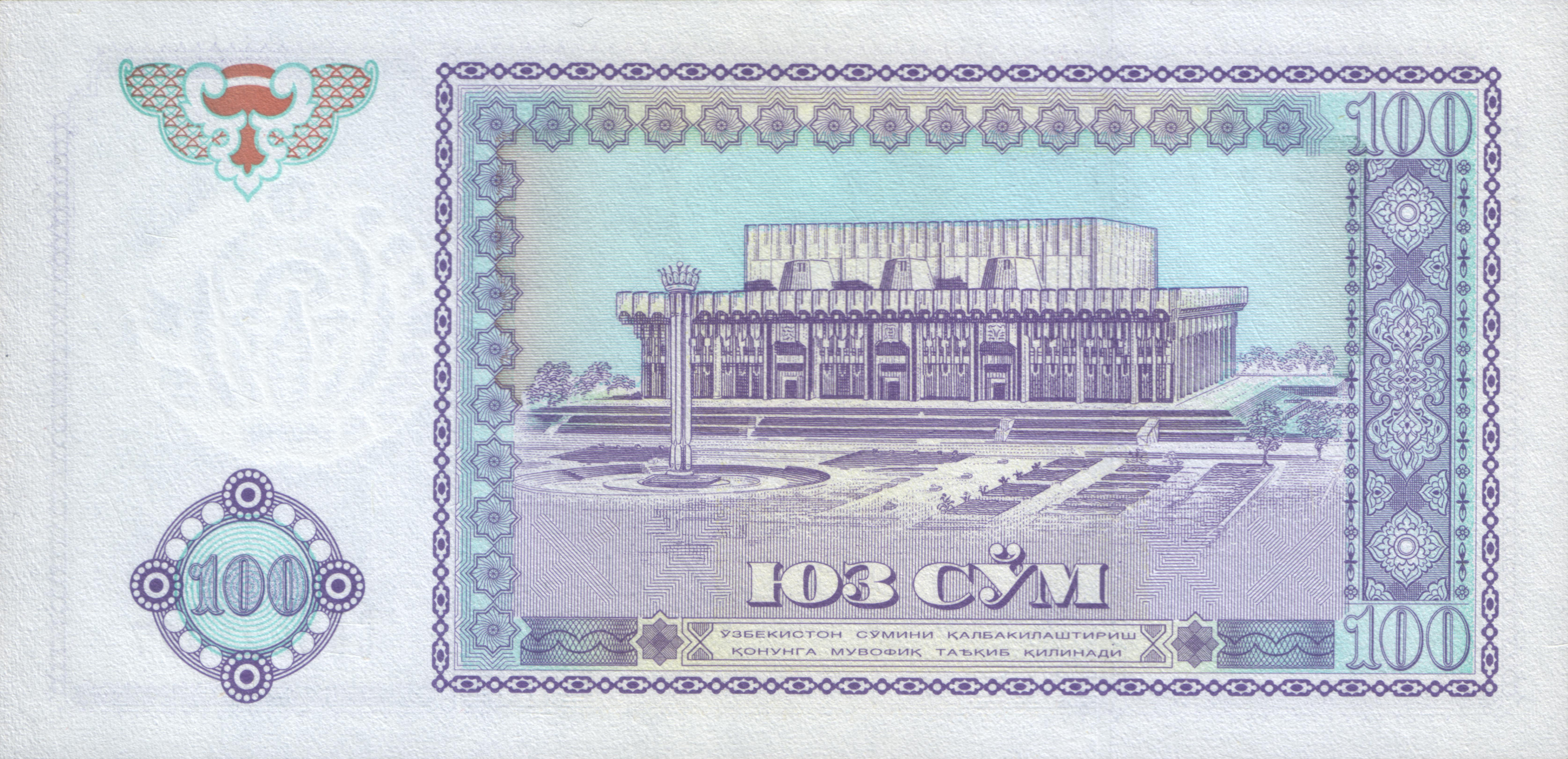
Часть монумента Дружбы народов СССР — стелла с гербами союзных республик на купюре в 100 сумов